# عدسک آبی والدیویا
عدسک آبی والدیویا (نام علمی: Lemna valdiviana) نام یک گونه از سرده عدسک آبی است.